# Barroco isabelino

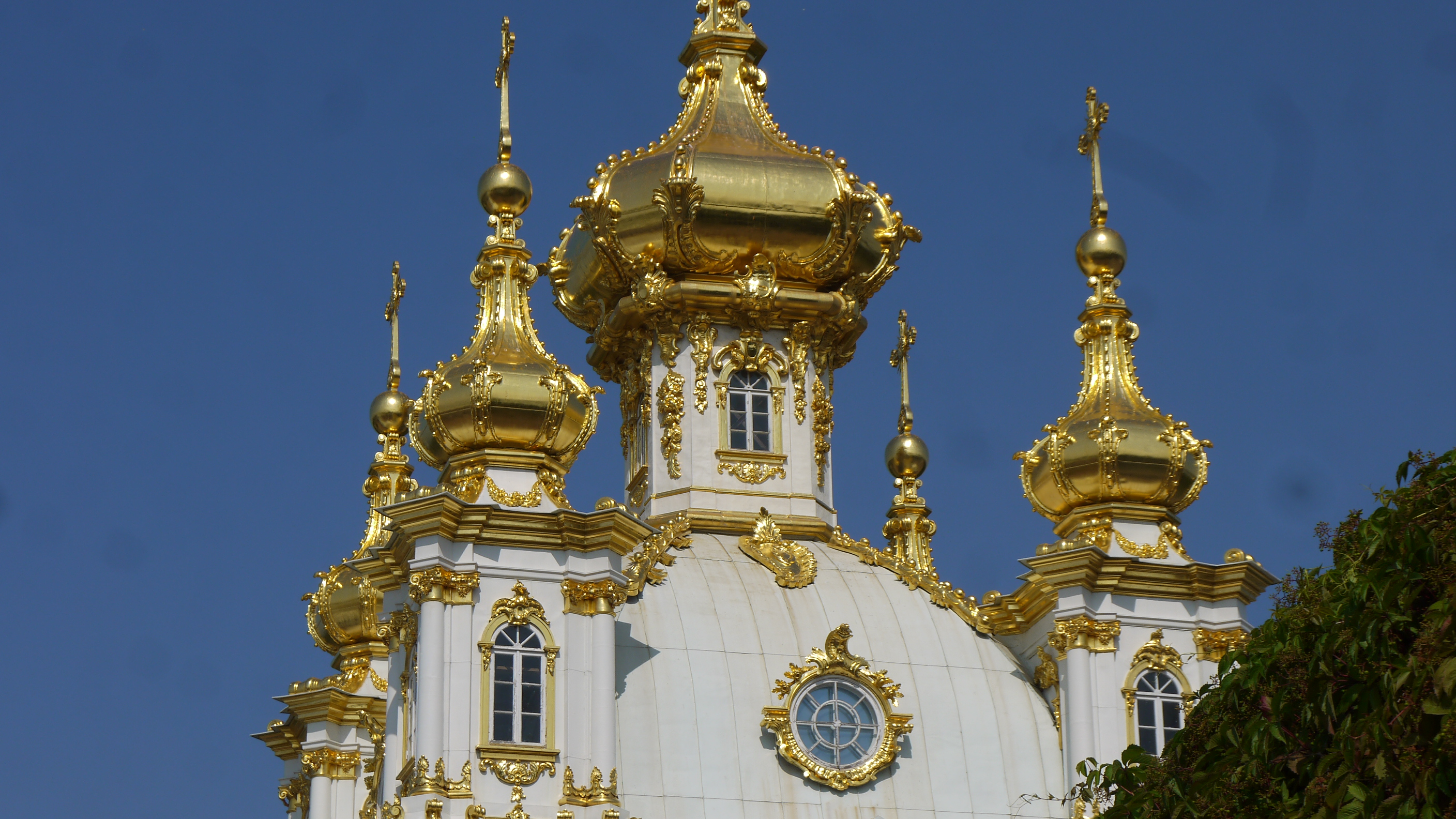
Iglesia del palacio de Peterhof

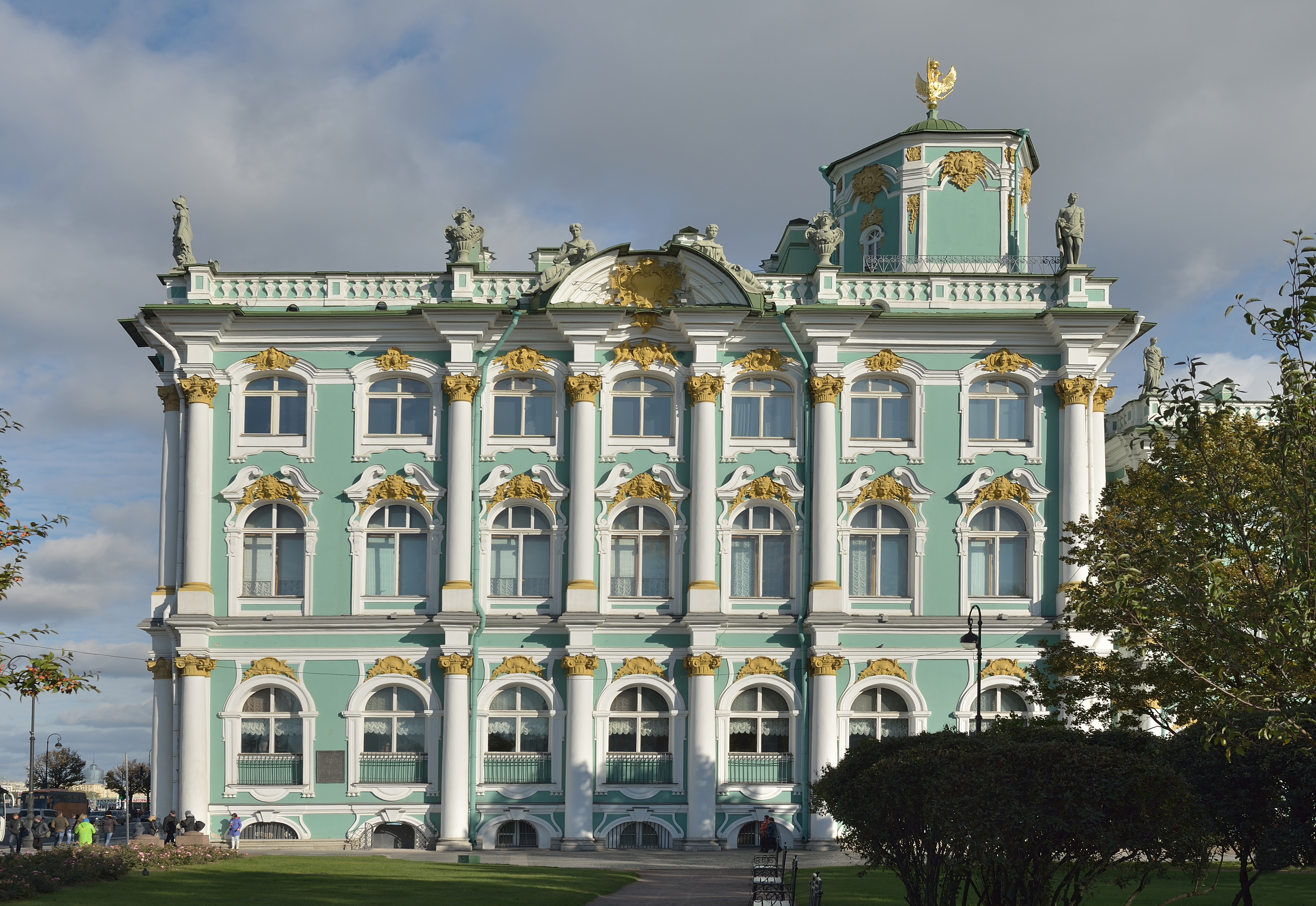
Fachada occidental del Palacio de Invierno

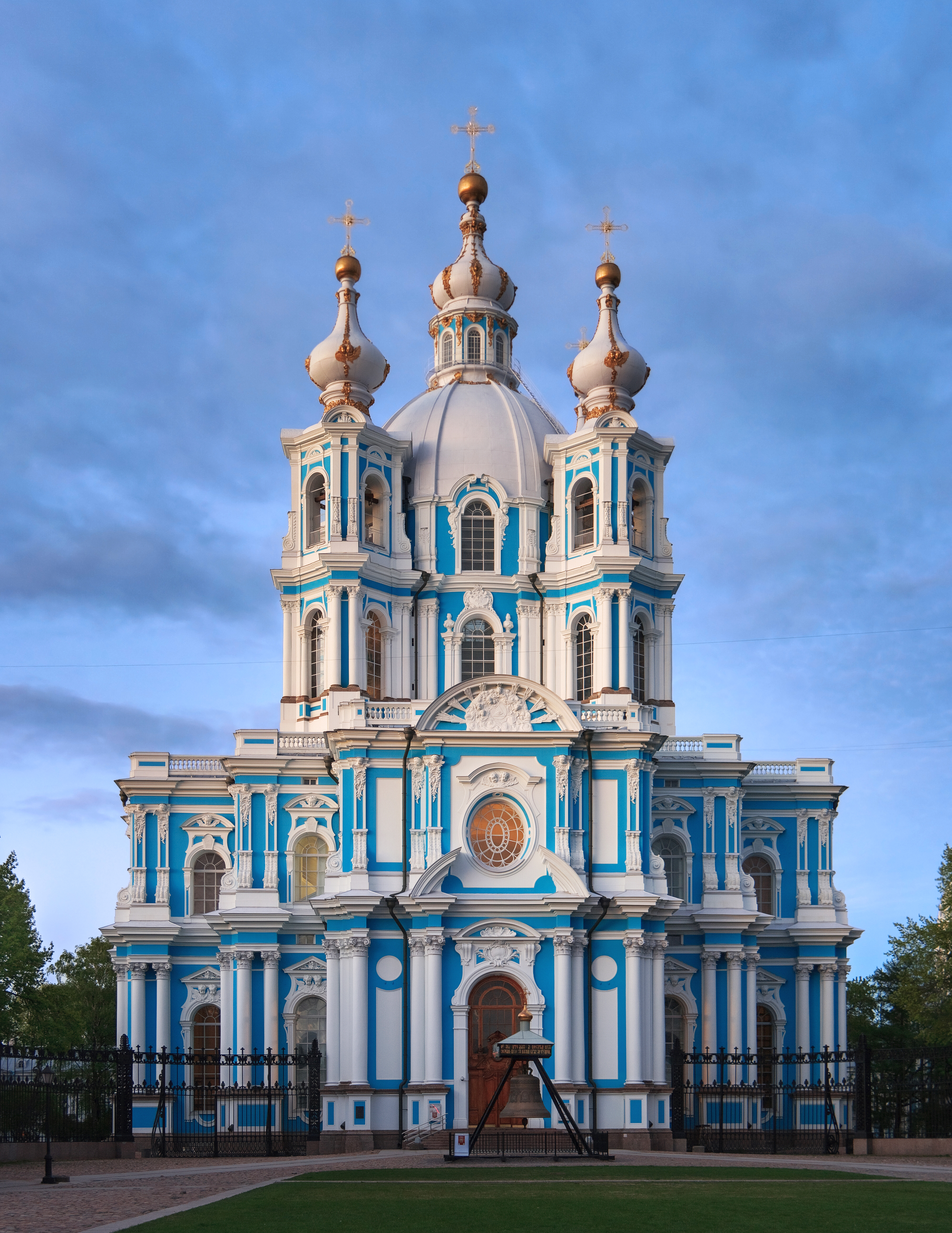
Catedral de la Resurrección (Smolny) (arq. Rastrelli)

El barroco isabelino (en ruso: Елизаветинское барокко) es una fase de la arquitectura rusa del barroco de la época de Isabel I (emperatriz de Rusia) (r. 1741-1761), precedida por el barroco petrino y seguida por el neoclasicismo. También se llama «estilo rocaille» o «estilo rococó».
Bartolomeo Rastrelli fue el representante más importante de esta tendencia, que también recibe el nombre de «barroco rastrelliano». El ruso Savva Chevákinski es también un renombrado arquitecto de la época que representa este estilo.

## Contexto
Tras la muerte de Pedro el Grande en el Imperio ruso comenzó un período de gran incertidumbre que coincidió, durante la regencia de Anna Leopóldovna Románova (1740-1741), con una fase marcada por los impuestos excesivos y los problemas económicos. En este contexto, incluso la actividad arquitectónica sufrió un descenso significativo. Sin embargo, en un golpe de Estado de 1741, el soberano fue derrocado y el trono pasó a manos de Isabel, quien, siendo hija de Pedro el Grande, obtuvo un gran apoyo del pueblo. Isabel, entonces con treinta y dos años, se encontró a la cabeza de uno de los mayores imperios del mundo en uno de los momentos más críticos de su existencia, demostrando ser digna heredera de su padre.
En el campo de la arquitectura, las condiciones favorables que se establecieron durante el reinado de Isabel favorecieron la realización de la última y grandiosa etapa del Barroco en Rusia. El arquitecto más destacado fue el italiano Bartolomeo Rastrelli, cuyo estilo, llamado a veces «barroco rastrelliano», se repitió mucho más allá de San Petersburgo; otras figuras importantes fueron Savva Chevákinski, Iván Michurin y Dmitri Ujtomski.
Fue un período caracterizado por la construcción de imponentes palacios residenciales (recordar el Palacio de Invierno en San Petersburgo, el complejo llamado Tsárskoye Seló y el palacio de Peterhof), así como notable arquitectura sacra (como la Catedral de la Resurrección o de Smolny) con cúpulas y altos campanarios que retomaron los modelos de la antigua Rusia.
Aparte de algunos interiores, no es del todo correcto incluir esta fase como rococó; por ejemplo, el frente del Palacio de Invierno, de Rastrelli, con exuberante estuco coloreado escandido por enormes columnas y delicadas aberturas de ventanas, posee la solidez del barroco maduro en lugar de la ligereza curvilínea del Rococó verdadero y proprio.
Sorprendentemente, el estilo barroco en Rusia terminó abruptamente con la muerte de la zarina, sobreviviendo en provincias hasta 1760-1770.

## Características

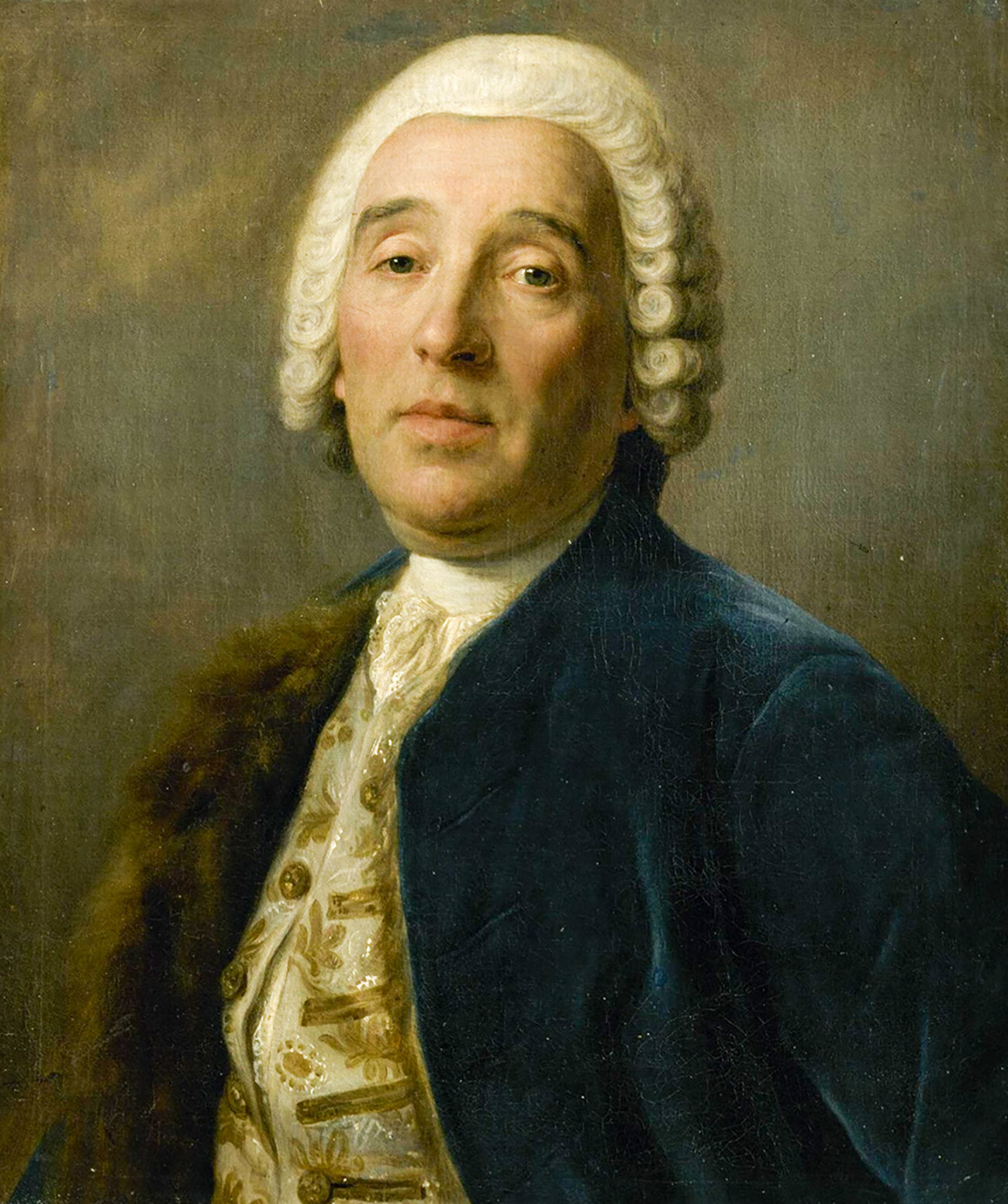
Bartolomeo Rastrelli

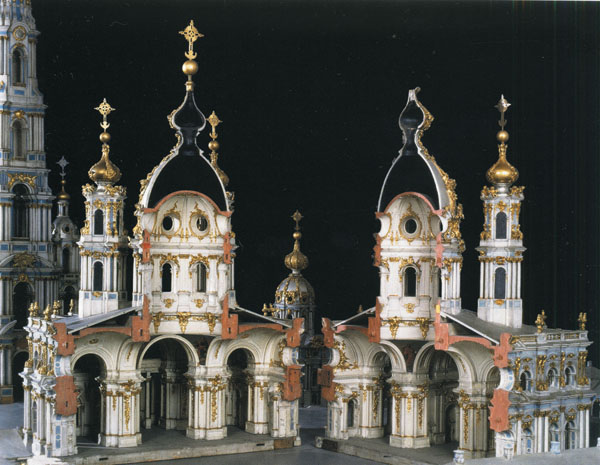
Maqueta de la catedral de Smolny

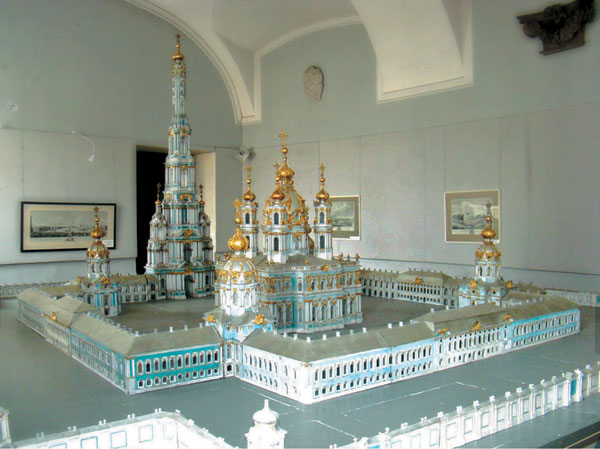
Maqueta del convento de Smolny

A diferencia de anteriores estilos en Rusia, como el «barroco petrino», este barroco isabelino conocía y apreciaba el éxito del «barroco moscovita» de finales del siglo XVII y principios del siglo XVIII y mantenía la esencia de los elementos de la arquitectura de las iglesias rusas, como las cinco cúpulas en forma de bulbos o peras.
El barroco isabelino tiende a crear una arquitectura de grandeur (grandeza), destinada a glorificar el poder del Imperio ruso. Rastrelli realizó con ese propósito suntuosos palacios en San Petersburgo y sus suburbios: el palacio de Invierno, el palacio de Catalina, el palacio de Peterhof. Sus dimensiones particulares, la suntuosidad de su decoración, el uso de dos o tres tonos de color para sus fachadas, el refinamiento añadido por su dorado, dan a estos edificios hechos por Rastrelli un estilo muy particular. El carácter festif (festivo) de su obra dejó su huella en toda la arquitectura rusa de mediados del siglo XVIII. Su obra más espectacular es el Convento Smolny en San Petersburgo, cuya maqueta muestra la ambición del proyecto original que no se completó: el inmenso campanario piramidal nunca se construyó.
Rastrelli fue influenciado por los arquitectos franceses Germain Boffrand y Robert de Cotte; por los grandes arquitectos de Europa Central, desde Balthasar Neumann (Würzburg) a François de Cuvilliés (Munich), desde Matthäus Daniel Pöppelmann (Dresde) a Fischer von Erlach (Viena, Salzburgo); por los monasterios de Moscú; sin mencionar las reminiscencias de Gian Lorenzo Bernini y el Barroco italiano. Adaptó el gusto barroco italiano a la inmensidad del paisaje de San Petersburgo, su arte está hecho de una amalgama de todos esos estilos, que supo hacer trascender en una síntesis original, más rusa que europea.
El estilo barroco isabelino también se encuentra en las obras de los arquitectos moscovitas de mediados del siglo XVIII, especialmente en las de Dmitri Ujtomski e Iván Michurin.
En Petersburgo, alrededor de Isabel I (emperatriz de Rusia), una gran cantidad de arquitectos compitieron en la realización de palacios: Fiódor Argunov, Savva Chevákinski, Andréi Kvásov y otros. El arquitecto suizo Pietro Antonio Trezzini fue el especialista en el campo de los edificios religiosos. Con la excepción de algunas construcciones de Andréi Kvásov, de Antonio Rinaldi y de Gottfried Schädel, y la Iglesia de San Andrés de Rastrelli en Kiev, el estilo rara vez se ve en Ucrania. El barroco isabelino siguió siendo el estilo de la capital y tocó muy poco las provincias.
Después de la muerte de la emperatriz Isabel Petrovna, los encargos de nuevos edificios pasaron al italiano Antonio Rinaldi, que había trabajado en la construcción del pequeño patio del Palacio Oranienbaum. Se negó a imitar los grandiosos logros de Rastrelli e introdujo el estilo rococó en la arquitectura de la corte. En los años posteriores a 1760, Rinaldi, al igual que otros arquitectos de renombre, abandonó el estilo barroco y recurrió a la estética del clasicismo.

## Galería de imágenes

Edificios religiosos
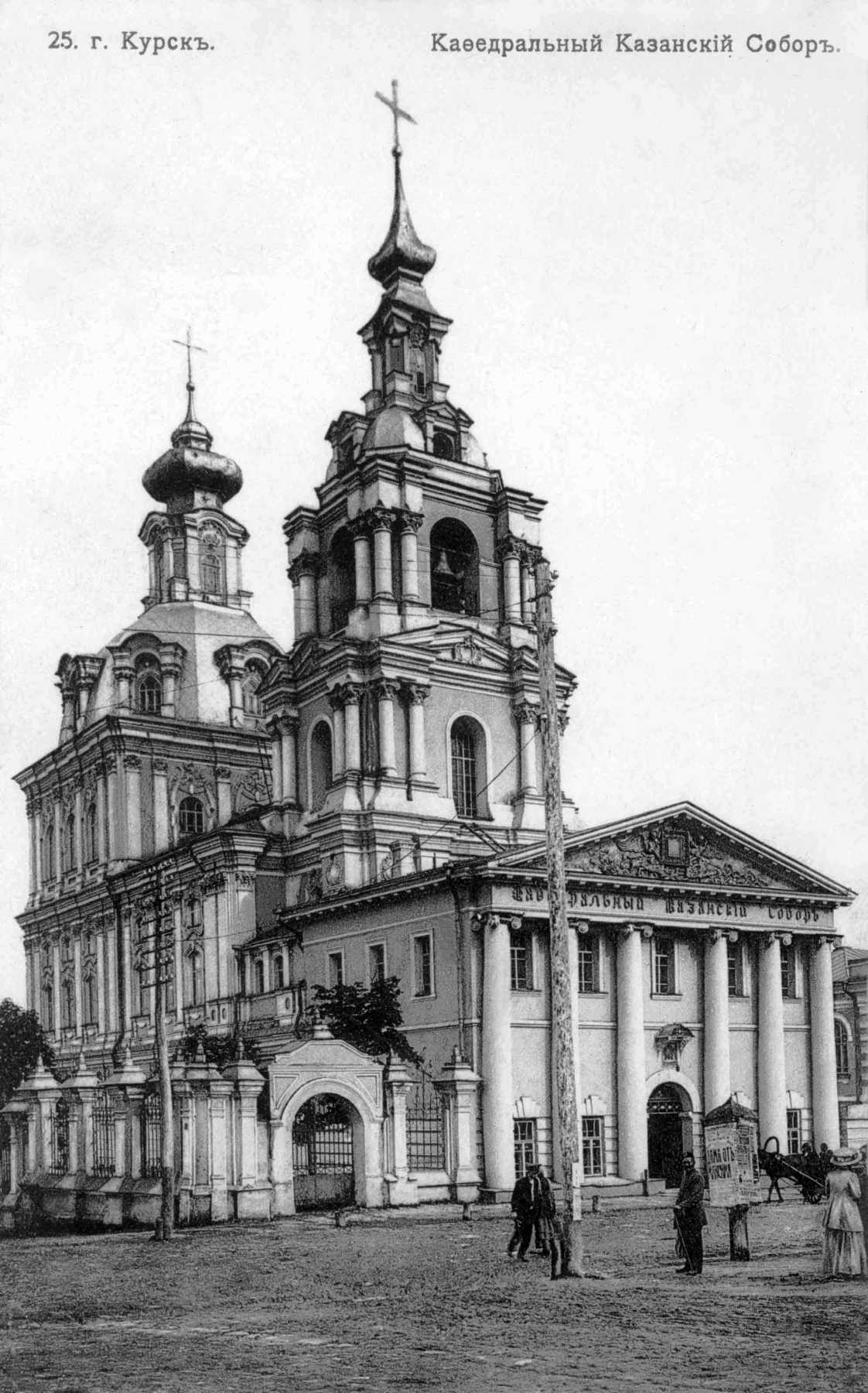
Catedral de Sergio de Radoniège
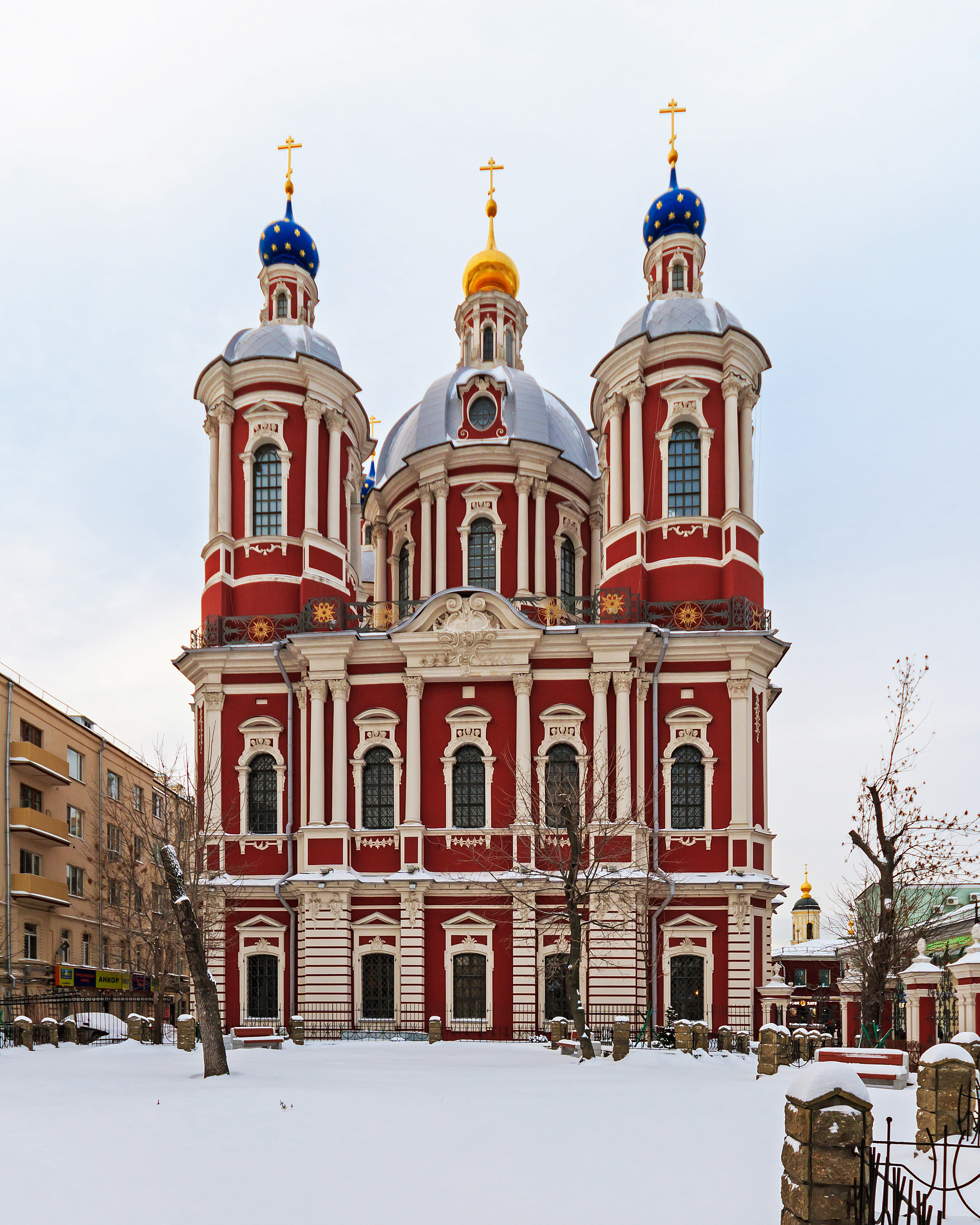
Iglesia de San Clemente (Moscú), en Moscú
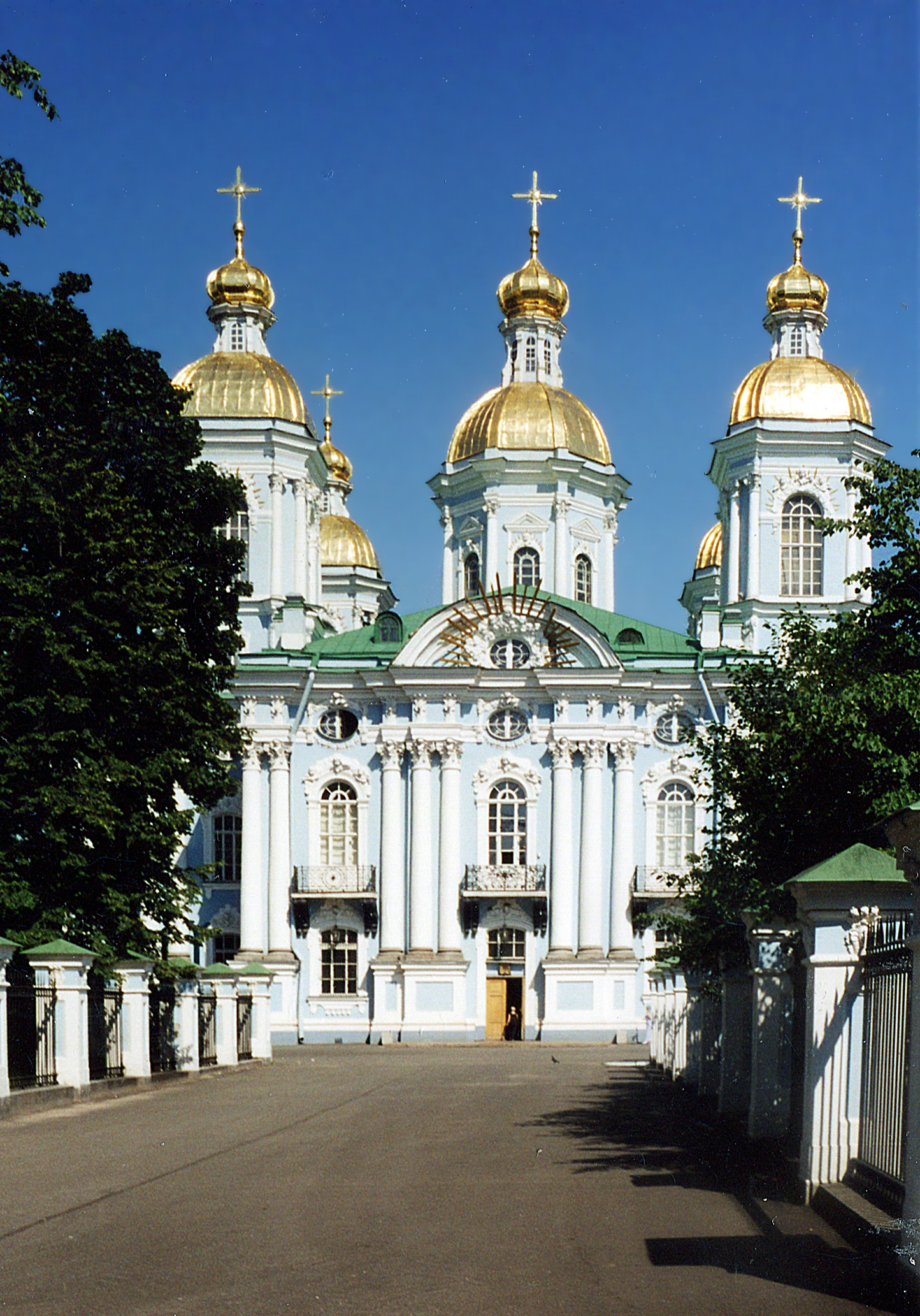
Catedral de San Nicolás de los Marinos de San Petersburgo (arq. S. I. Tchevakinski)
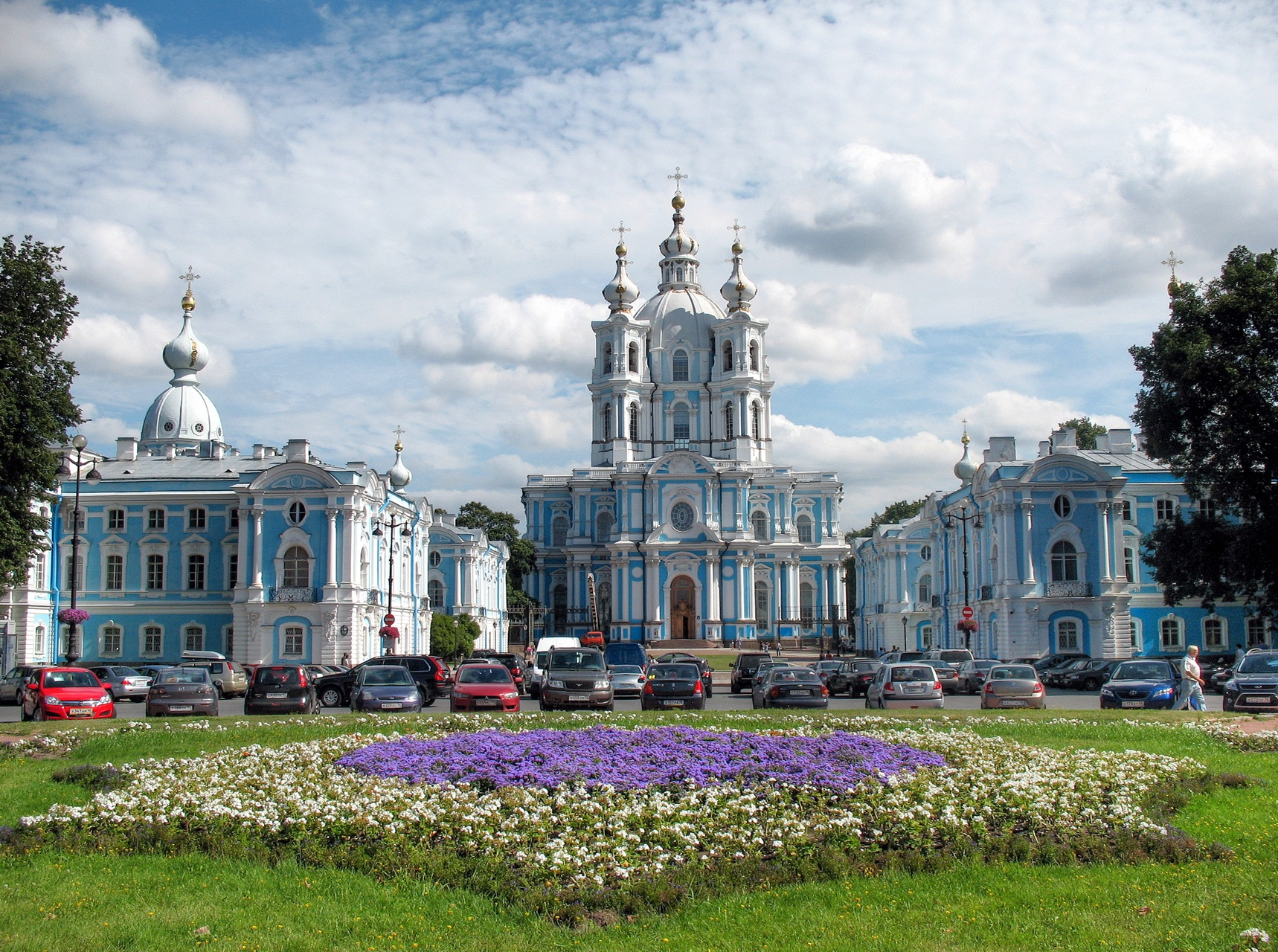
Catedral de la Resurrección (Smolny) (arq. Rastrelli)
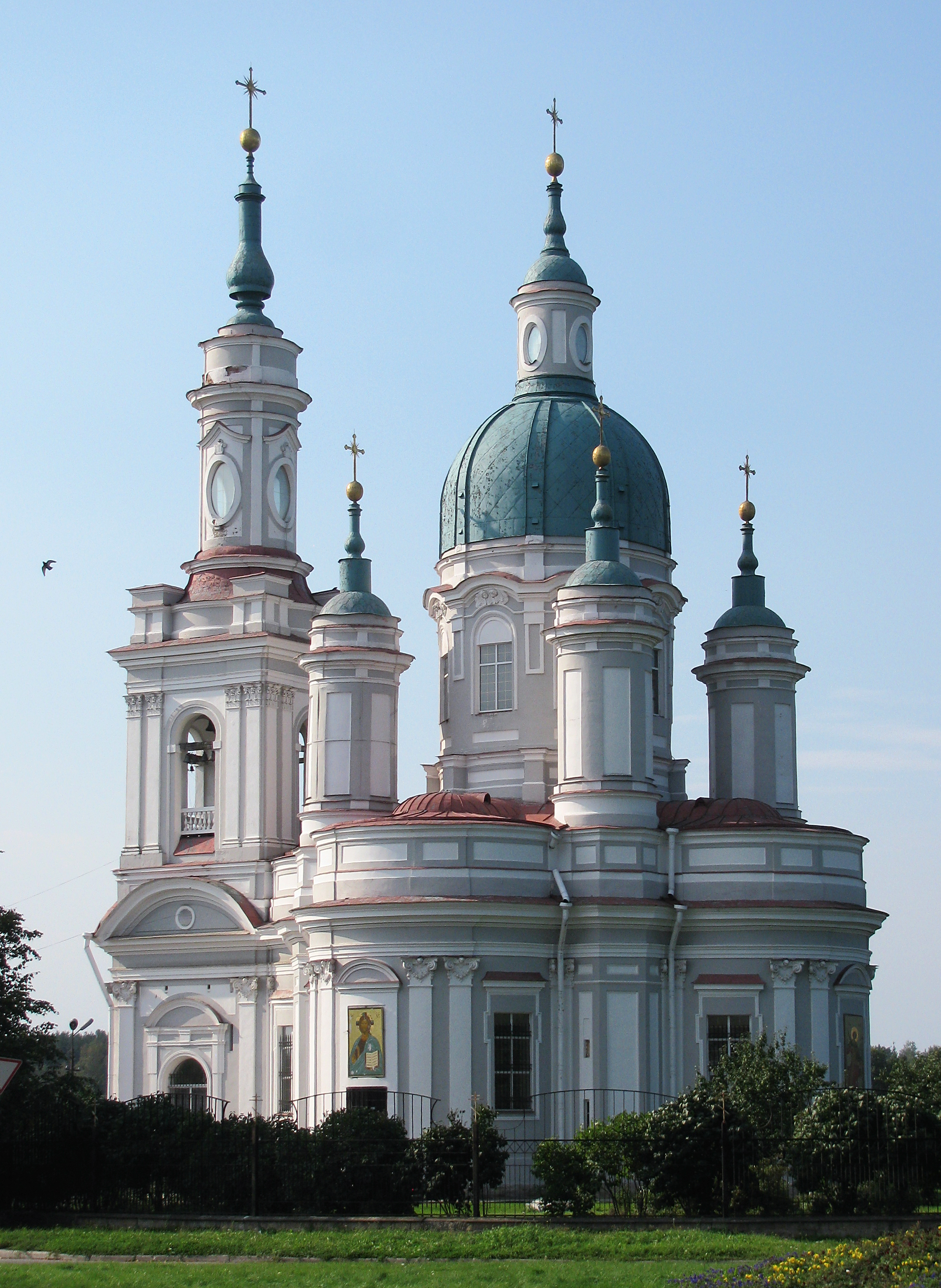
Catedral de Catalina (Kingisepp), Antonio Rinaldi

Edificios civiles
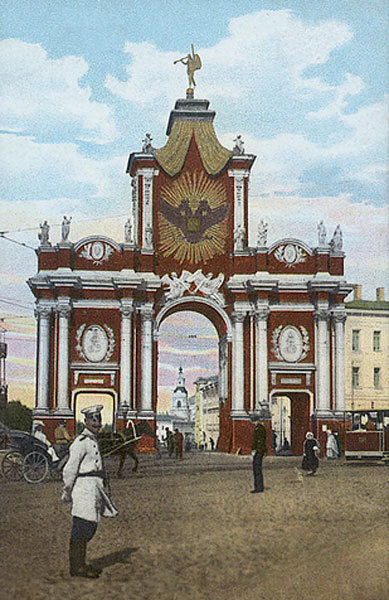
Puerta Roja, Moscú
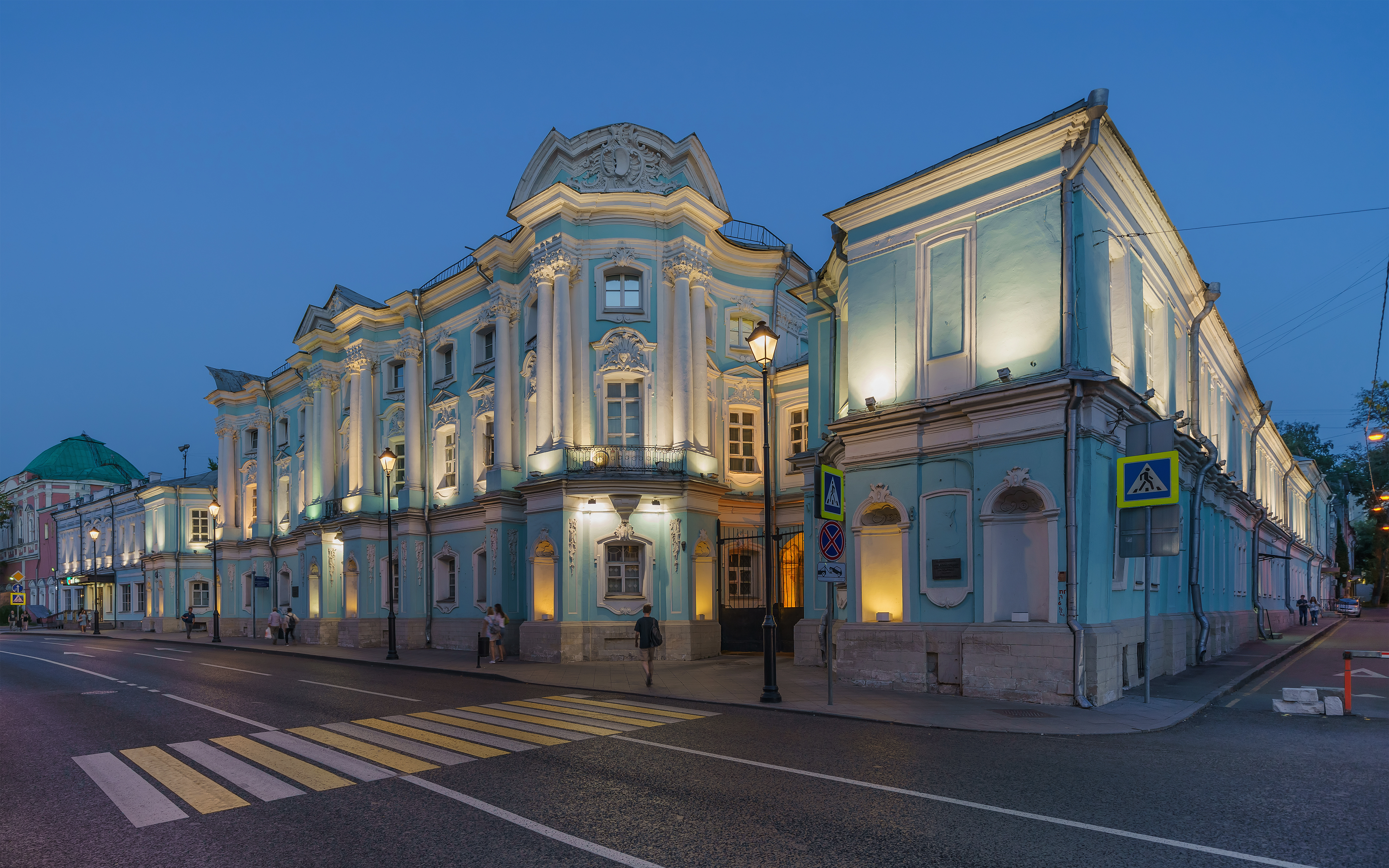
Palacio Apraksinski, Moscú
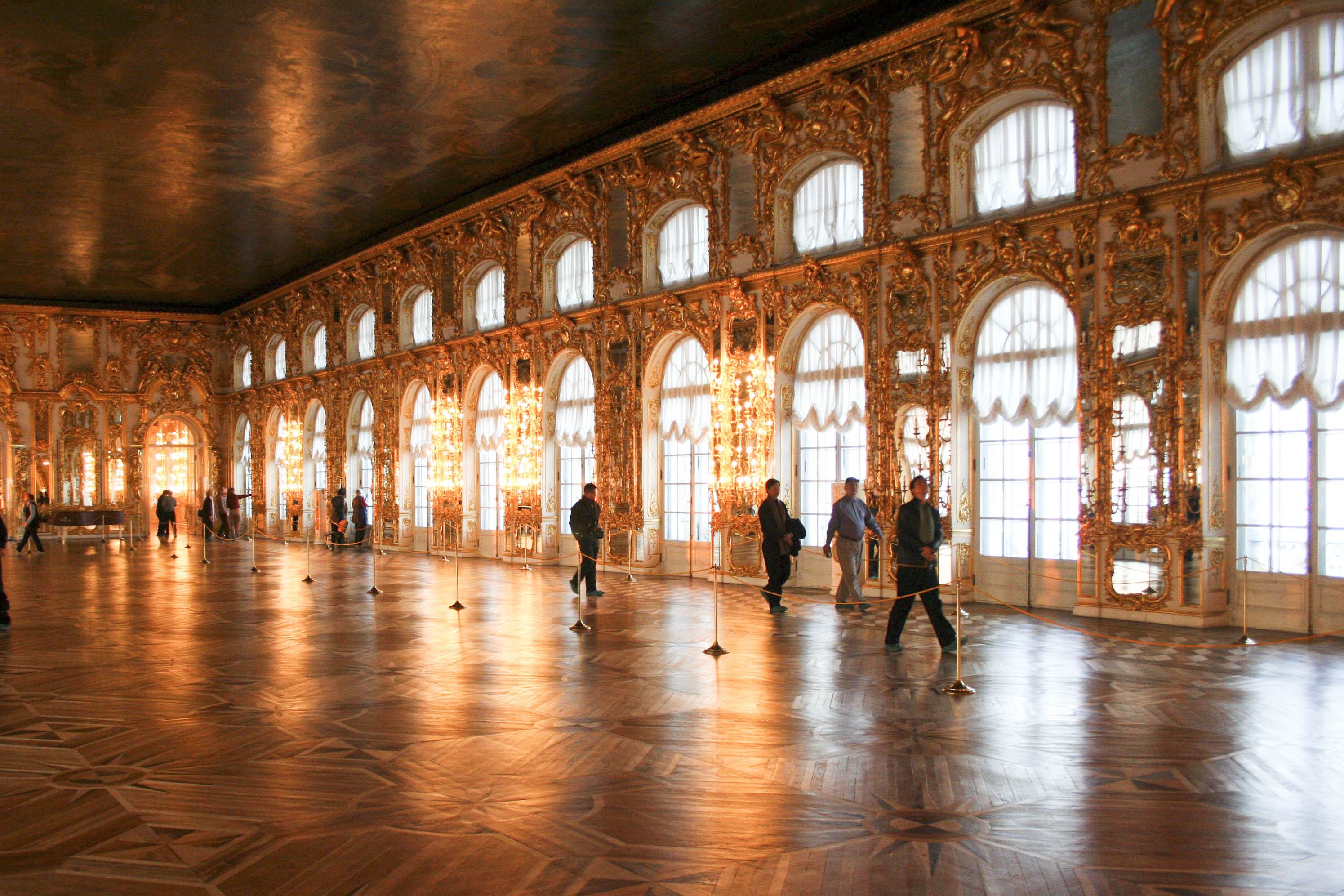
Sala de los espejos del palacio de Catalina
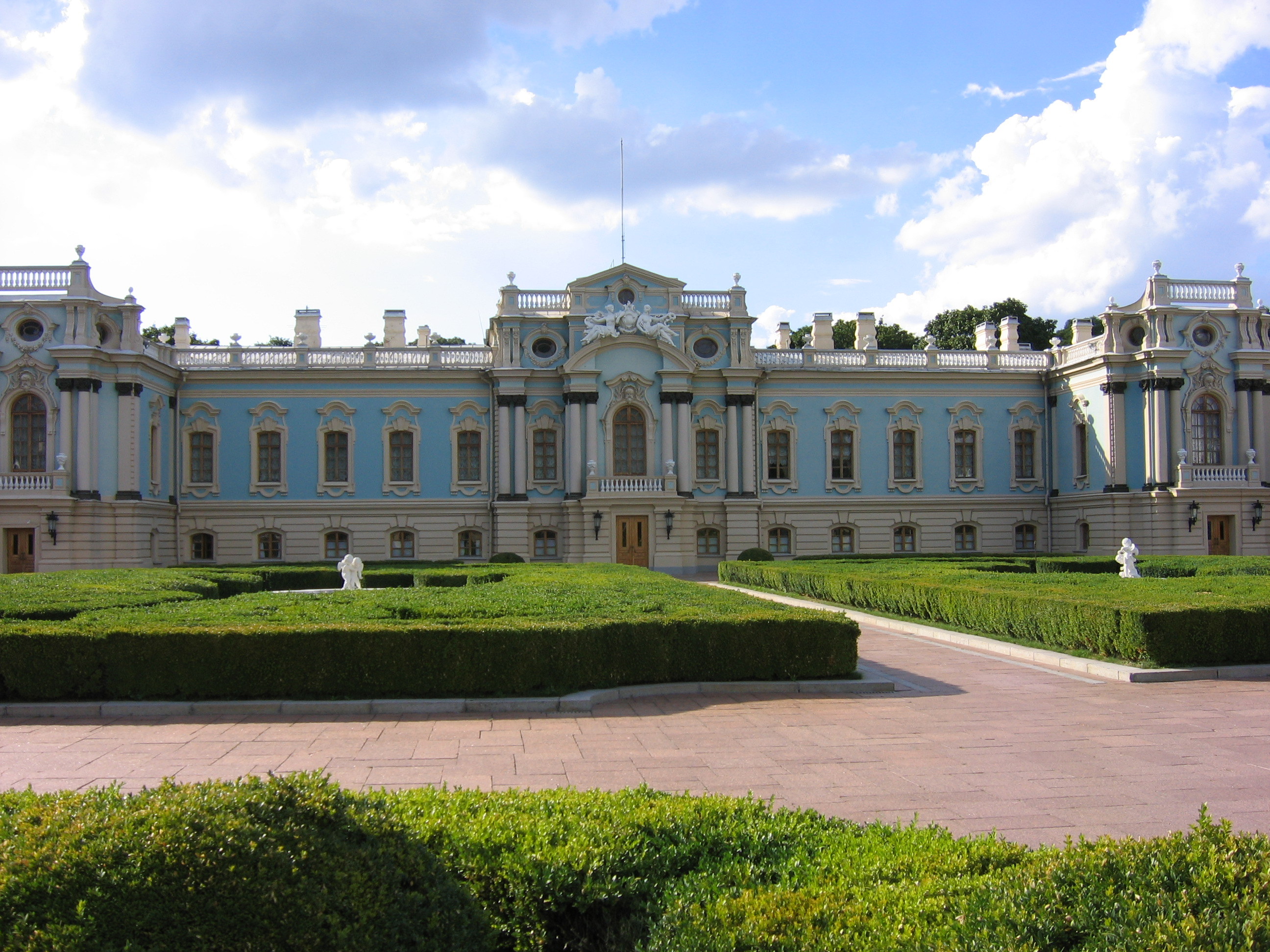
Palacio Marinsky
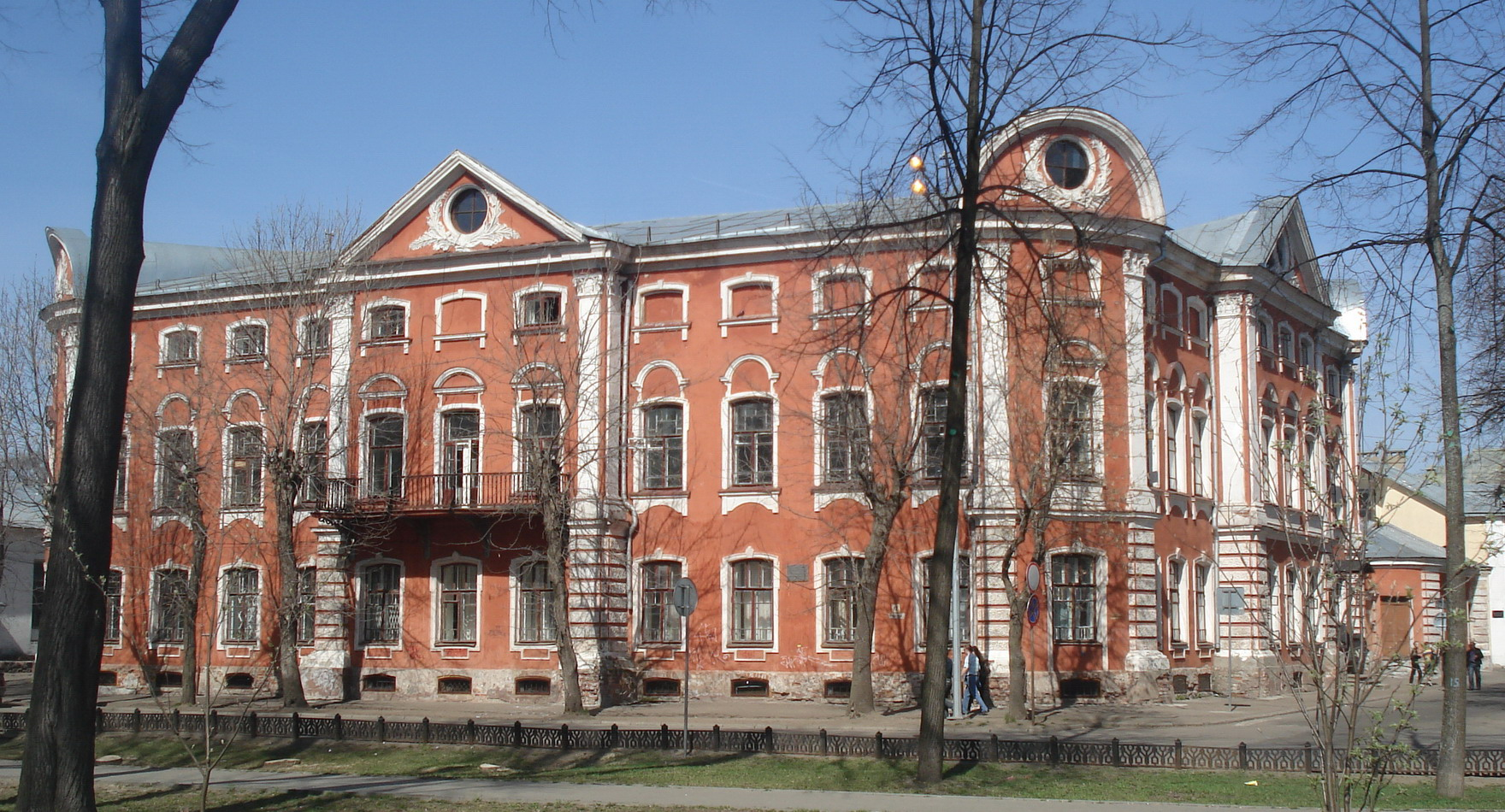
Casa de Vakhrameev, en Iaroslavl

Detalles de edificios
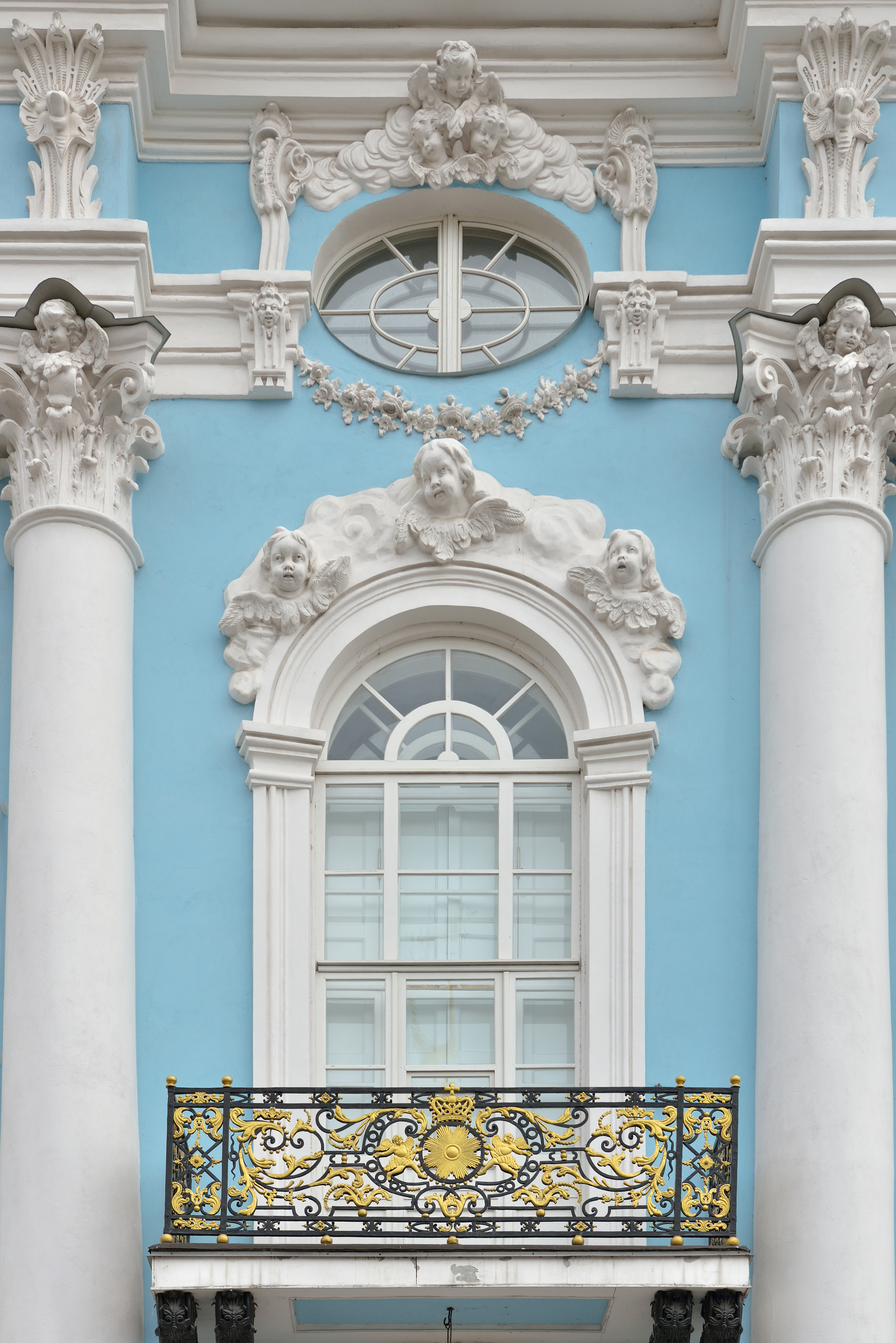
Detalle de la catedral de San Nicolás de los Marinos
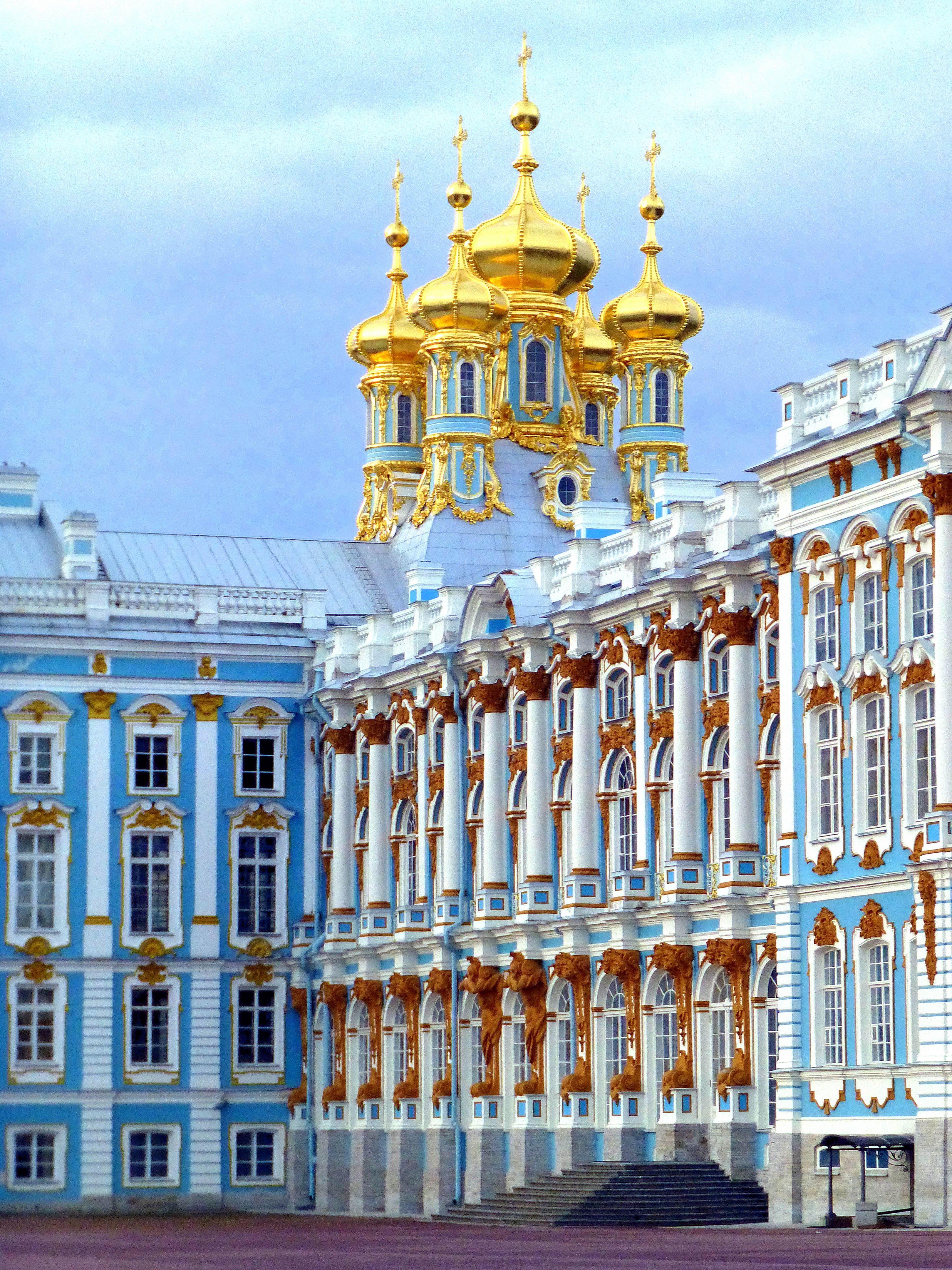
Fachada occidental del Palacio de Catalina
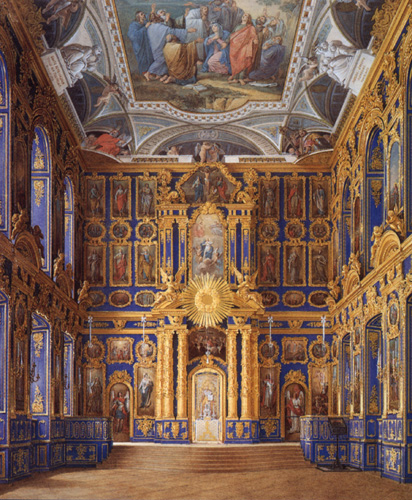
Capilla palaciega del palacio de Catalina
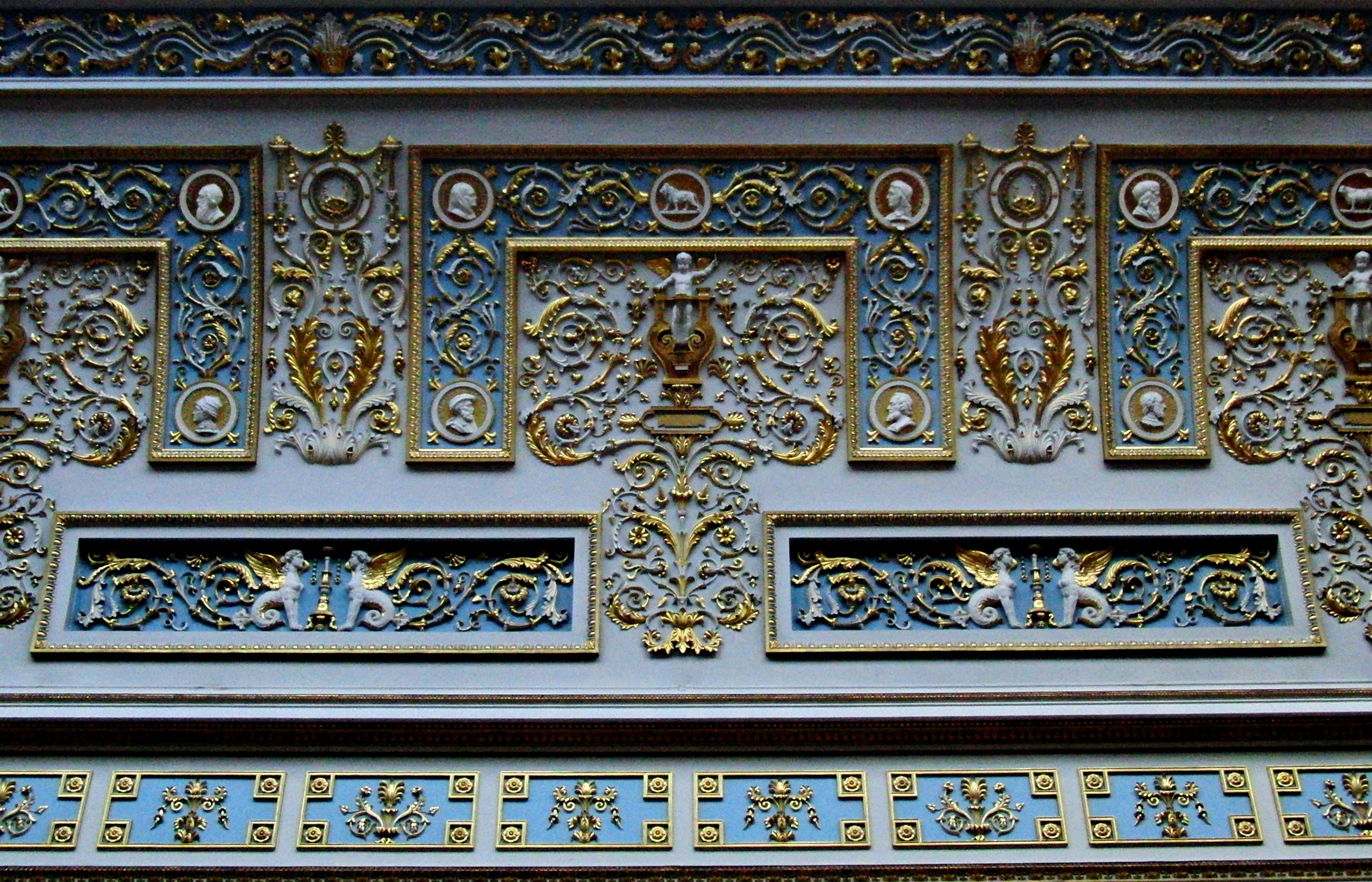
Muro estucado del palacio de Invierno
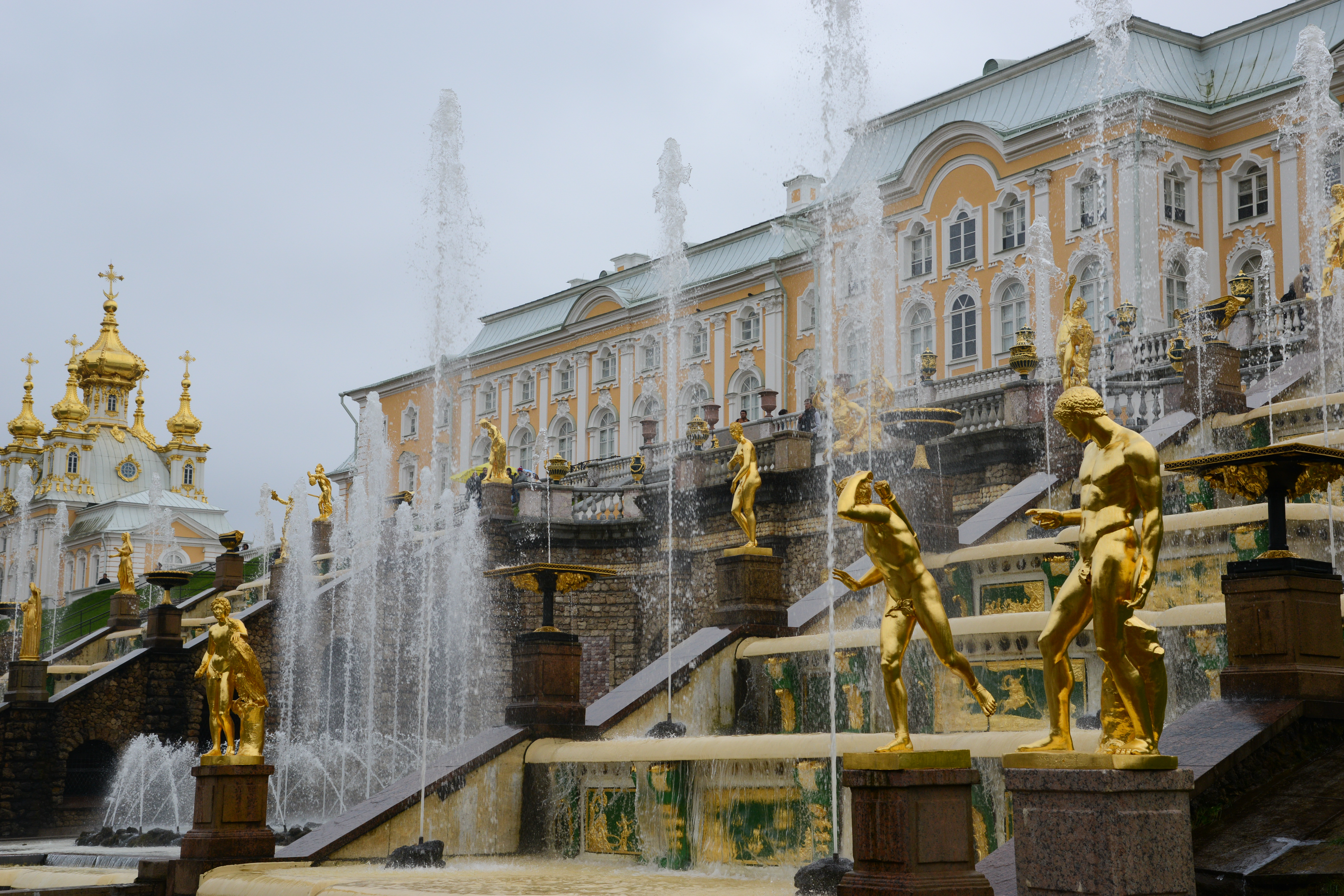
Gran Cascada en el palacio de Peterhof
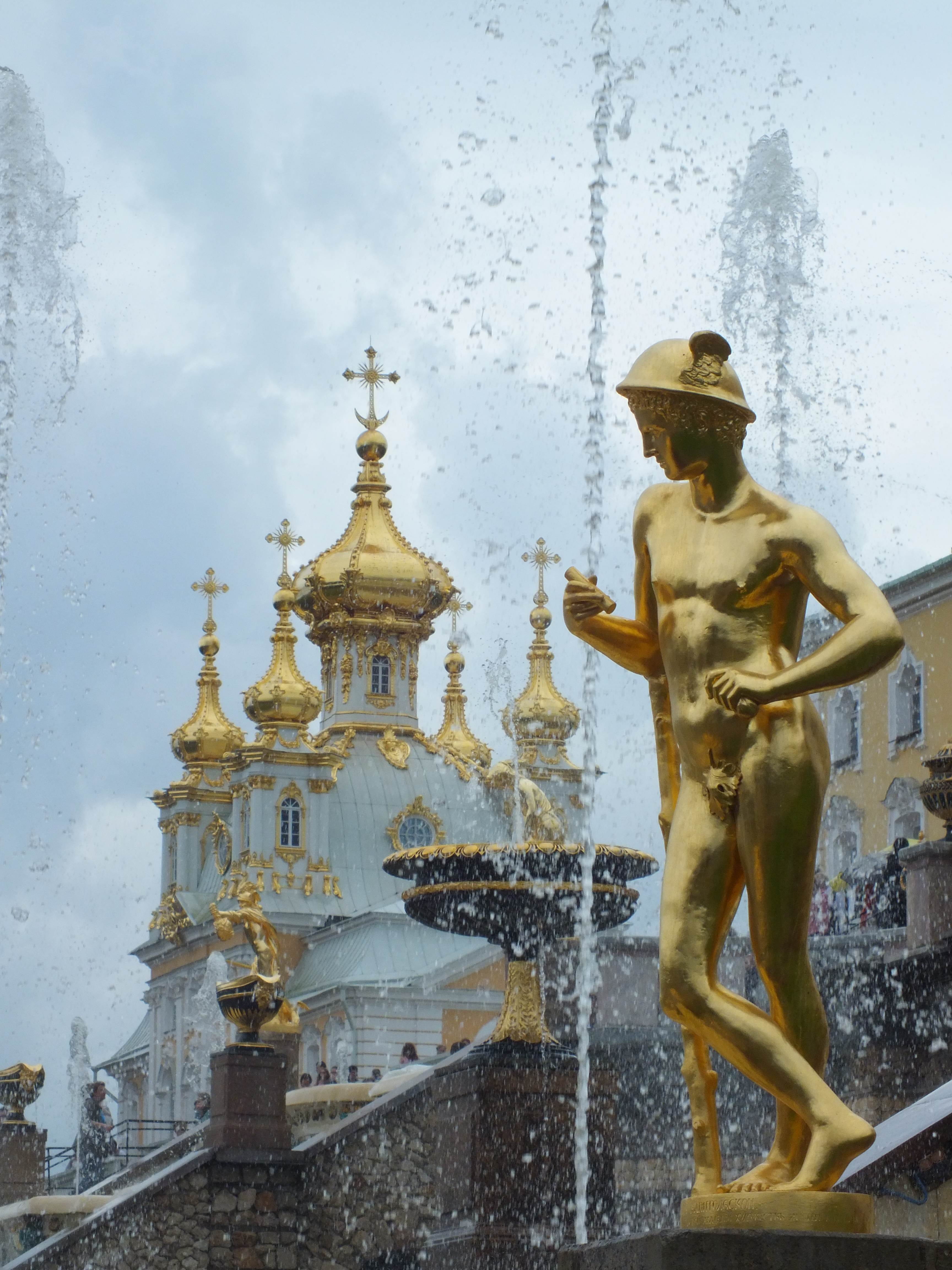
Gran Cascada e iglesia
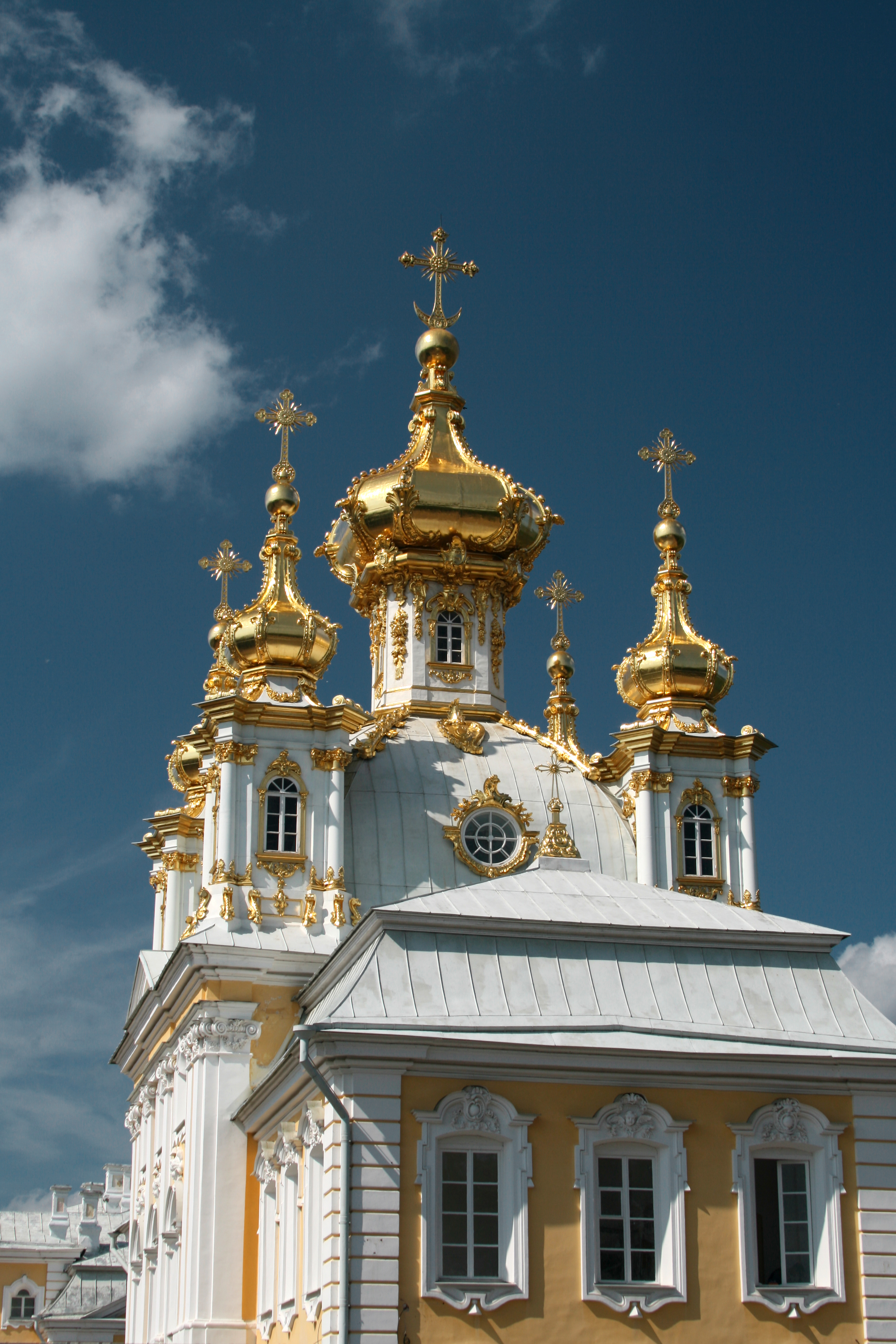
Iglesia en el palacio de Peterhof
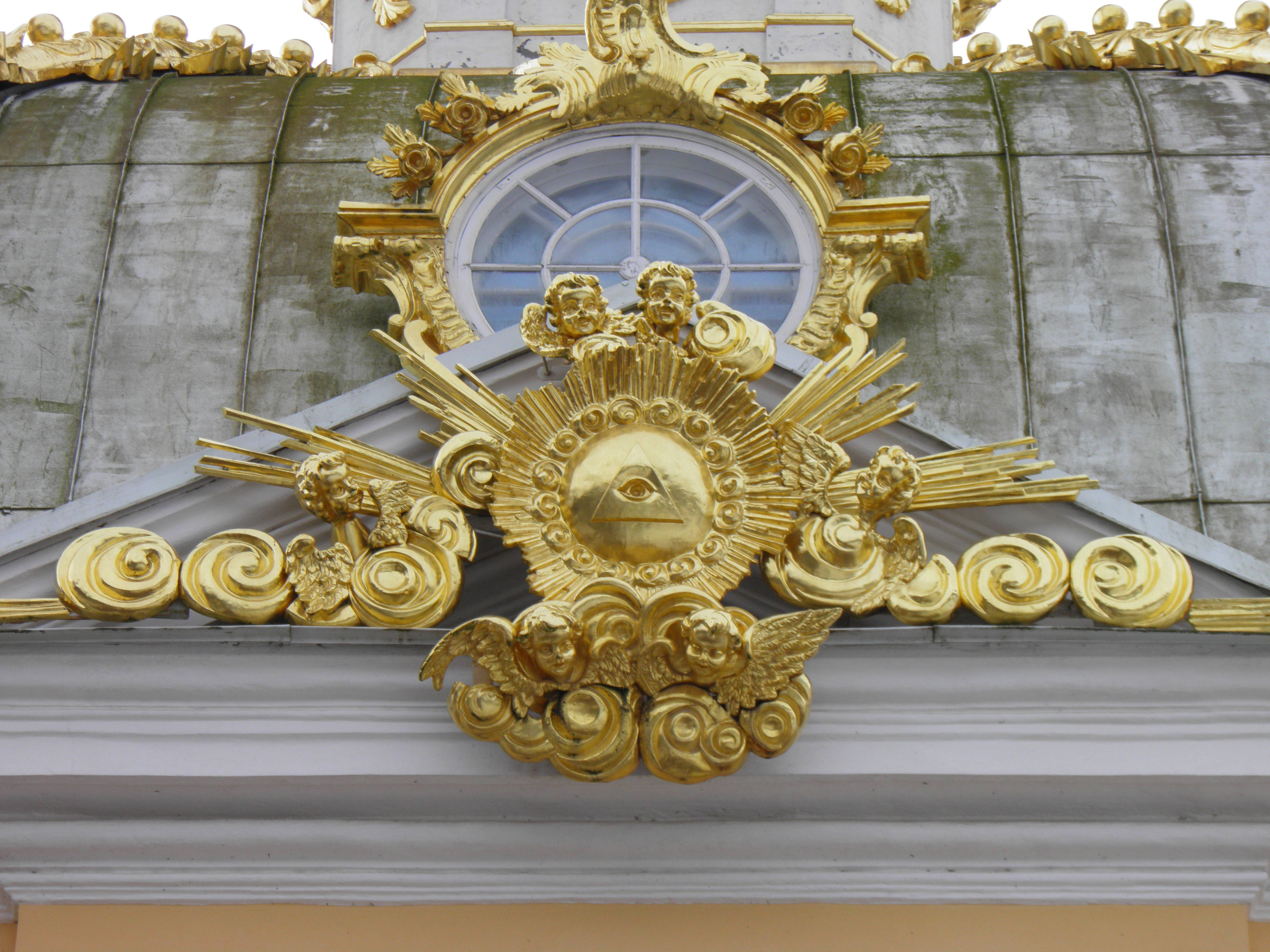
Detalle de la iglesia en el palacio de Peterhof
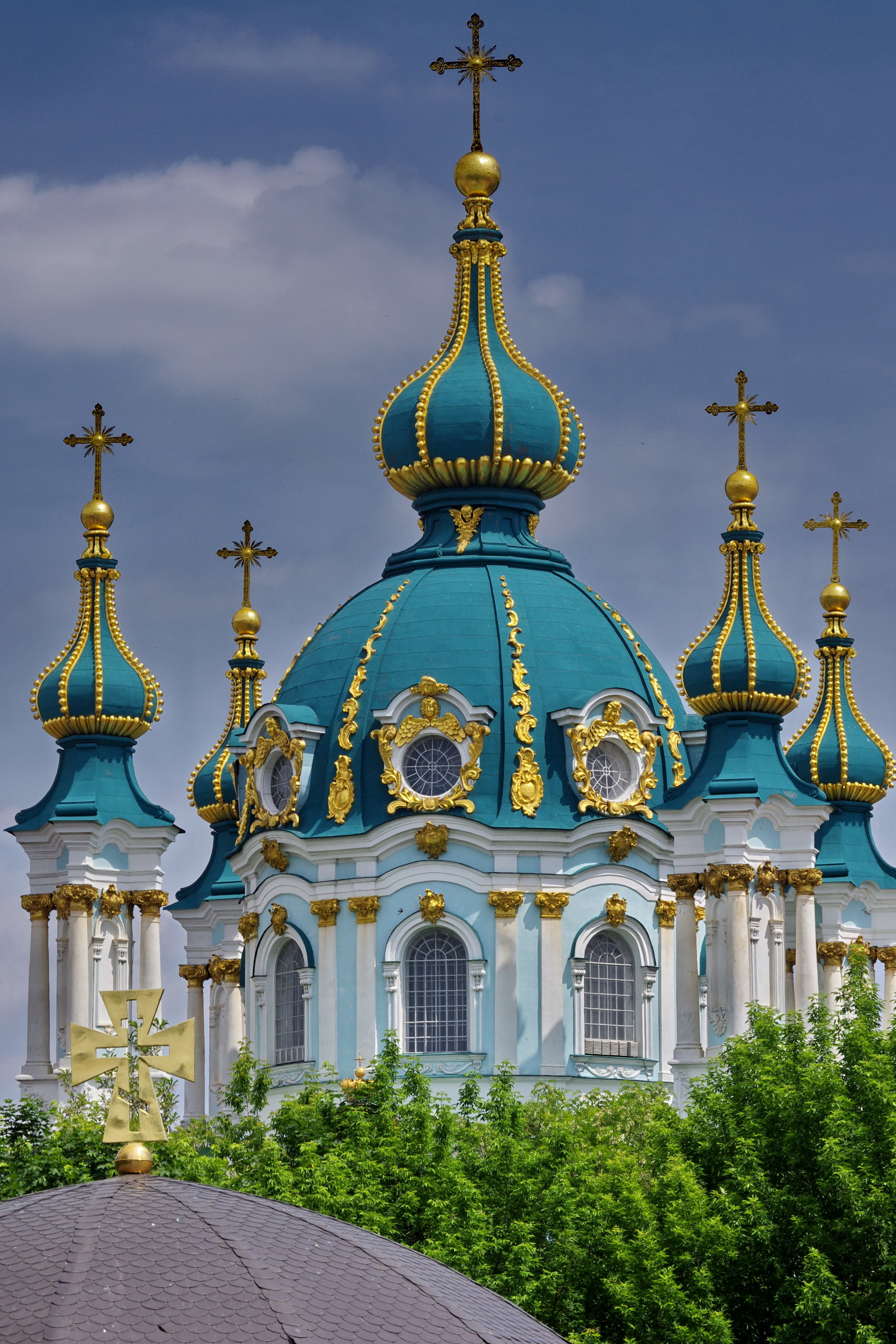
Iglesia de San Andrés de Kiev
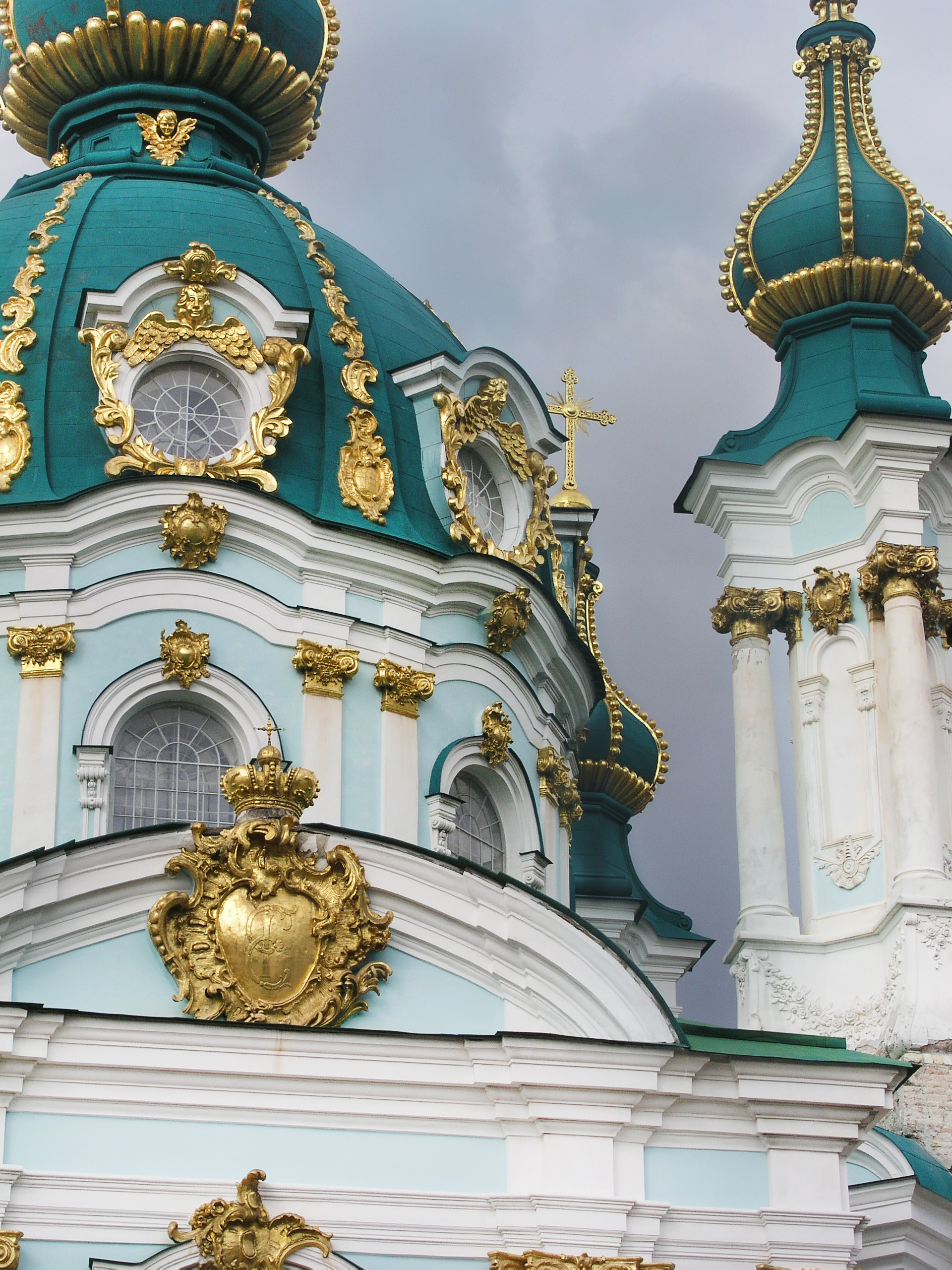
Detalle de la iglesia de San Andrés
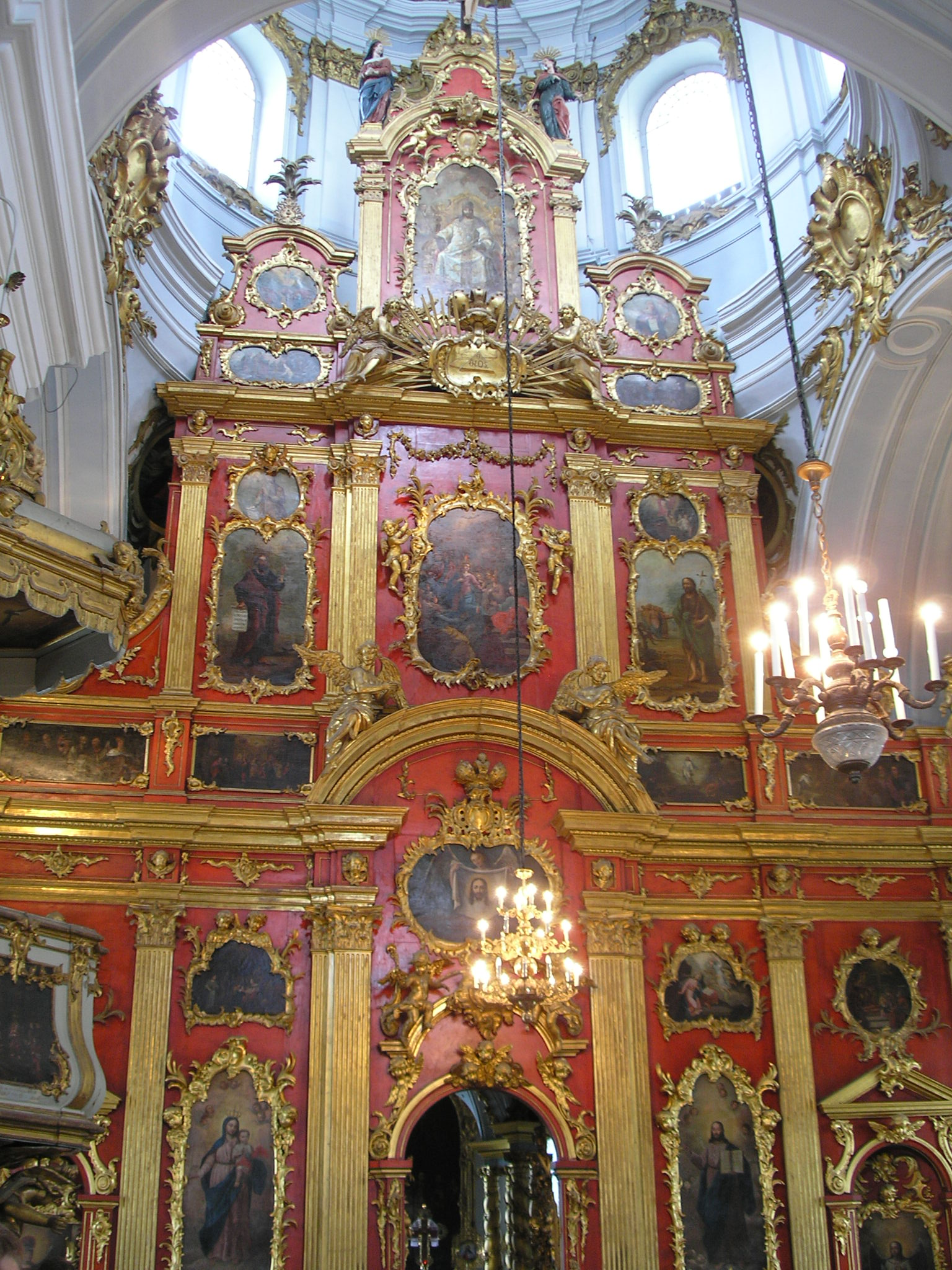
Iconostasis en la iglesia de San Andrés